# Cedofeita
Cedofeita ist eine ehemalige Stadtgemeinde (Freguesia) der nordportugiesischen Stadt Porto. Die Gemeinde hatte 22.022 Einwohner (Stand 30. Juni 2011).
Mit der Gebietsreform in Portugal am 29. September 2013 wurden die Gemeinden Cedofeita, Santo Ildefonso, Sé, Miragaia, São Nicolau und Vitória zur neuen Gemeinde União das Freguesias de Cedofeita, Santo Ildefonso, Sé, Miragaia, São Nicolau e Vitória zusammengeschlossen. Cedofeita ist Sitz dieser neu gebildeten Gemeinde.